# جائزة أميرة أستورياس

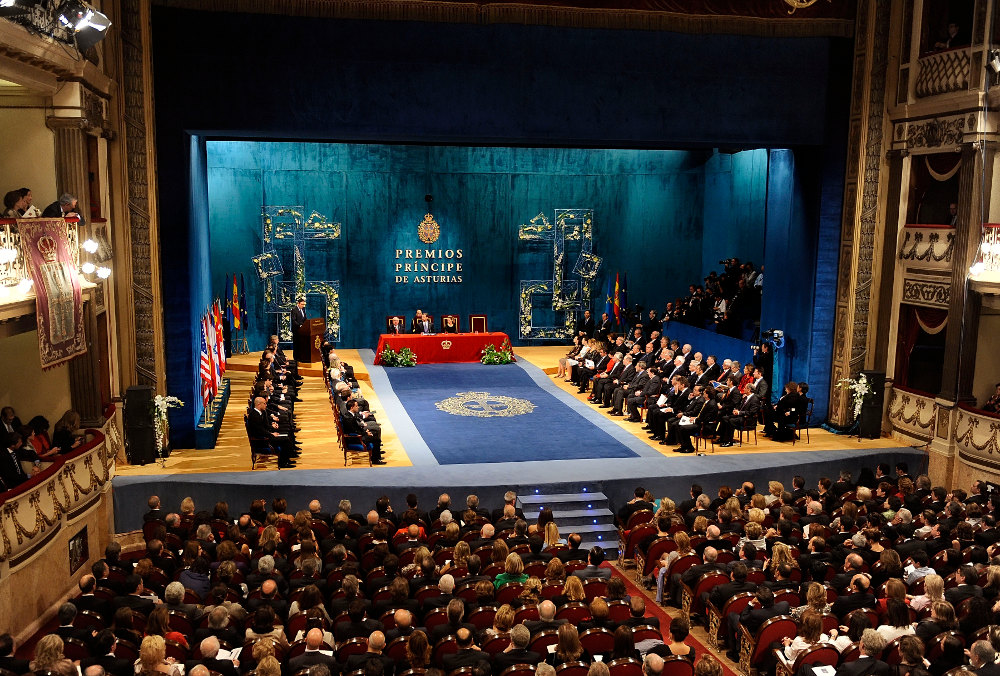
في احتفالية تسليم جائزة أمير أستورياس عام 2010.

جائزة أميرة أستورياس (بالإسبانية: Premios Príncipe de Asturias) كان اسمها حتى سنة 2014 جائزة أمير أستورياس، هي من أهم وأرفع الجوائز التي تقدم في إسبانيا. وهي جائزة تقدم بقصد مكافأة أصحاب العمل العلمي والتقني والاجتماعي وحتى الرياضي، أو تقدم لفرق عمل أو لمؤسسات ذات صيت كبير ويكون ما حققته يعتبر قدوة للإنسانية. وتتألف الجائزة من شهادة وتمثال قام بتصميمه الفنان الإسباني خوان ميرو سعر هذا التمثال ما يقارب الخمسون ألف يورو. وتعتبر جائزة أميرة أستورياس من أهم وأكبر الجوائز التي تقدم في أوروبا والعالم.

## التاريخ
أنشئت جائزة أمير أستورياس في عام 1981 من قبل مؤسسة أمير أستورياس وهي مؤسسة غير ربحية، وكانت حفلتها الأولى في مسرح مدينة أوفييدو عاصمة منطقة أستورياس. كانت أهدافها الرئيسية هي تشجيع البحث العلمي والتقني والفنون، الرياضة، العلوم الاجتماعية، الاتصالات، الأدب الكلاسيكي، السلام، التعاون الدولي، الإنسانيات، ويتولى رئاسة هذه الجائزة الأمير فيليبي.

## حفل الجائزة
التغطية الإعلامية لحفل تقديم الجوائز تكون بحضور أكثر من ألف صحفي من جميع أنحاء العالم وأيضاً قنوات وشبكات تلفزيونية عديدة تقوم بنقل الحدث.

ترأس هذه المؤسسة والجائزة بين 1981 و2014، فيليب أمير أستورياس وهو ولي العهد في البلاد. عندما أصبح فيليب ملك إسبانيا تحت اسم فيليب السادس ملك إسبانيا، تغير اسم الجائزة إلى جائزة أميرة أستورياس، وكذلك المؤسسة إلى مؤسسة أميرة أستورياس، وذلك أصبحت ليونور أميرة إسبانيا هي الرئيسة، وهي ابنة فيليب.

## الجوائز والفائزين

### جائزة أميرة أستورياس في التعاون الدولي
| - 1981: خوسيه لوبيز بورتيو - 1982: إنريكي فالنتين إيغليسياس غارسيا - 1983: بيليساريو بيتانكور كوارتاس - 1984: مجموعة كونتادورا - 1985: راؤول الفونسين - 1986: جامعة سلامنكا, جامعة قلمرية - 1987: خافيير بيريز دي كويلار - 1988: أوسكار آرياس سانشيز - 1989: جاك دولور, ميخائيل غورباتشوف - 1990: هانز ديتريش غينشر - 1991: الأمم المتحدة المفوضية العليا للأمم المتحدة لشؤون اللاجئين - 1992: نيلسون مانديلا, فريديريك ويليم دي كليرك - 1993: الأمم المتحدة جنود الأمم المتحدة في يوغوسلافيا السابقة - 1994: ياسر عرفات, إسحاق رابين - 1995: ماريو سواريز - 1996: هلموت كول - 1997: حكومة غواتيمالا والوحدة الوطنية الثورية في غواتيمالا - 1998: فتيحة بوضياف, أولاينكا كوسو توماس, غراسا ماشيل, ريغوبيرتا مينتشو, فاتانا إسحاق غيلاني, إيما بونينو, سومالي مام | - 1999: بيدرو دوكيه, جون غلين, شياكي موكاي, فاليري بولياكوف - 2000: فيرناندو أنريك كاردوسو - 2001: الاتحاد الأوروبي محطة الفضاء الدولية - 2002: اللجنة العلمية للبحوث القطبية الجنوبية - 2003: لويس إيناسيو لولا دا سيلفا - 2004: الاتحاد الأوروبي إراسموس - 2005: سيمون فاي - 2006: مؤسسة بيل ومليندا غيتس - 2007: آل جور - 2008: مركز إيفاكارا لأبحاث الصحة والتنمية (تنزانيا), مركز تدريب وأبحاث الملاريا (مالي), مركز كينتامبو لأبحاث الصحة (غانا), مركز مانهيسا لأبحاث الصحة (الموزمبيق) - 2009: الأمم المتحدة منظمة الصحة العالمية - 2010: جمعية زراعة الأعضاء, المنظمة الوطنية لزراعة الأعضاء - 2011: بيل درايتون - 2012: جمعية الصليب والهلال الأحمر - 2013: جمعية ماكس بلانك - 2014: برنامج فولبرايت - 2015: ويكيبيديا |

### جائزة أمير أستورياس في البحث العلمي والتقني
| - 2002: روبرت خان وفينت سيرف ولورانس روبرتس تيم بيرنرز لي. |

## بعض الحاصلين على جائزة أمير أستورياس
- باكو دي لوسيا
- تشافي.
- إيكر كاسياس.
- ياسر عرفات.
- الحسين بن طلال.
- فاطمة المرنيسي.
- فتيحة بوضياف.
- نيلسون مانديلا.
- محمد يونس.
- هشام الغروج.
- روبرت غايو.
- أومبرتو إيكو.
- ماريا ثامبرانو
- رافاييل نادال.
- ستيفن هوكينغ.
- ميخائيل غورباتشوف.
- خوان رولفو.
- ميغيل ديليبيس.
- المنظمة العالمية للسلم والرعاية والإغاثة.
- أنطونيو مونيوث مولينا.
- ويكيبيديا.

## وصلات خارجيّة
- الموقع الرسمي لجائزة أمير أستورياس